# Штейнбах, Эмиль
Эмиль Роберт Вильгельм Штейнбах (нем. Emil Robert Wilhelm Steinbach, 11 июня 1846 — 26 мая 1907) — австро-венгерский государственный деятель, юрист, министр финансов Цислейтании. Автор нескольких крупных реформ австрийского законодательства.

## Ранние годы
Эмиль Штейнбах — старший из трех детей ювелира Вильгельма Штейнбаха и его жены Эмилии. Отец происходил из Арада, после заключения брака перешел из иудаизма в католицизм. Семья жила скромно, уже будучи учеником реального училища Эмиль был вынужден подрабатывать давая частные уроки. В 1862 году закончил экстерном гимназию и в 17 лет получил аттестат зрелости с отличием.
Изучал юриспруденцию в Венском университете, производил большое впечатление на других студентов и преподавателей отличной, почти фотографической памятью. В 1868 году получил ученую степень кандидата юридических наук. До 1874 года практиковал как адвокат; затем стал доцентом (а позднее — и профессором) юриспруденции и экономики Венской академии торговли. Эмиль не вступил в брак и после смерти родителей жил в семье брата Роберта. В числе друзей Штейнбаха были директор Бургтеатра Макс Ойген Буркхард, писатель Эдуард Пёцль, известный журналист Якоб Герцог, историк литературы Герман фон Лёнер.

## Работа в министерстве юстиции
В 1874 году приглашен на работу в министерство юстиции Цислейтании (руководство ведомства оценило его статьи по юридической тематике). В 1880 назначен советником секции министерства, в 1882 году — советником министра, в 1890 году — шефом секции. До 1885 года продолжал преподавательскую деятельность. Считался ведущим специалистом по гражданскому праву, представлял министерство во взаимоотношениях с рейхсратом. Участвовал в выработке законодательства о страховании рабочих на случай болезни и от несчастных случаев, охране труда, инспектировании частных юридических лиц, основании почтово-сберегательной кассы, национализации железных дорог. Штейнбаха высоко ценил не только министр юстиции Алоиз фон Празак, но и глава правительства Эдуард Тааффе, который привлекал его в качестве особого консультанта. Готовил законы о защите мелкого предпринимательства, запрете детского труда и ночного труда для женщин, создании торговой инспекции по британскому образцу. В 1890 оказывал успешное противодействие предложению министра земледелия Юлиуса фон Фалькенгайна об ужесточении уголовного законодательства в ответ на рост забастовочного движения.

## Работа на посту министра финансов
Со 2 февраля 1891 по 11 ноября 1893 года Эмиль Штейнбах являлся министром финансов в правительстве Тааффе. Активно участвовал в выработке законодательства о расширении избирательных прав. В 1892 вместе с министром финансов Транслейтании Шандором Векерле провел валютную реформу, переход от гульдена к австро-венгерской кроне, основанной на золотом стандарте. Подготовил налоговую реформу, предполагавшую введение прогрессивного подоходного налога.
Ушел в отставку вместе со всем правительством после того, как рейхсратом был отклонен проект о введении всеобщего избирательного права для мужчин с 24 лет.

## Деятельность после отставки
После ухода из правительства Штейнбах назначен председателем сената в Верховном суде (Senatspräsident am Obersten Gerichtshof) — на должность, которая была создана специально под него. В 1899 стал вторым, а в 1904 — первым президентом Верховного суда. Одновременно являлся президентом Юридического общества. Император Франц Иосиф, высоко ценивший Штейнбаха, даровал ему дворянский титул, наградил несколькими орденами, в 1899 назначил членом Палаты господ (Heerenhaus) рейхсрата.
Нездоровый образ жизни и постоянное недосыпание подорвали здоровье Штейнбаха. Он пережил апоплексический удар и был направлен в Пуркерсдорфский санаторий, где скончался 26 мая 1907 от отёка легких на фоне гемиплегии.

## Политические взгляды
Выросший в небогатой семье, Эмиль Штейнбах был радикальным демократом и принципиальным противником капиталистической рыночной экономики. Уже во время учёбы он разрабатывал вопрос о регулирующей роли государства в деле преодоления недостатков капитализма. В своих реформах Штейнбах рассматривал государственную бюрократию как средство преодоления классового антагонизма. В течение жизни его представления менялись — начиная свою карьеру как левый либерал, он постепенно перешел на консервативные позиции. Его воззрения обнаруживают сходство со взглядами Бисмарка. Будучи сторонником всеобщего избирательного права, Штейнбах одновременно отмечал, что демократически избранный парламент абсолютно неспособен к содержательному законотворчеству. Для него избирательная реформа была прежде всего средством нейтрализации рабочего движения, подавления либерализма, ослабления и создания разброда в парламенте, следствием которого должно было стать укрепление власти императора и правительства.